# Marian Dąbrowski (malarz)
Marian Dąbrowski (ur. 15 sierpnia 1927 w Tczewie, zm. 18 września 1995 w Koszalinie) – polski artysta malarz związany z kierunkami awangardowymi, konserwator zabytków, projektant wnętrz i form przestrzennych, wykładowca malarstwa i rysunku, animator sztuki. W twórczości malarskiej głównie poświęcił się formom abstrakcyjnym.
Najważniejsze cykle dzieł: "Formy Abstrakcyjne", "Formy Bio", "Formy Geometryczne", "Animacje".

## Życiorys
Studia artystyczne odbył w latach 1947–1952. Początkowo w Wyższej Szkole Sztuk Plastycznych w Sopocie, a następnie na Wydziale Sztuk Pięknych Uniwersytetu Mikołaja Kopernika w Toruniu w pracowniach malarstwa Jana Ignacego Wodyńskiego i Bronisława Jamontta oraz równolegle konserwację i zabytkoznawstwo w pracowni rzeźby Tadeusza Godziszewskiego. Początki działalności związane były z ochroną zabytków Pomorza Zachodniego. Od 1953 roku był Wojewódzkim Konserwatorem w Koszalinie, a w latach 1957–59 pracował w P.P. Pracownie Konserwacji Zabytków w Szczecinie.
Projektował działania na rzecz rewitalizacji i konserwacji szeregu ołtarzy głównych w kościołach parafialnych na Pomorzu. W latach 1959–85 realizował szereg projektów z zakresu architektury wnętrz (sanatoria, obiekty wypoczynkowe, użyteczności publicznej i administracji państwowej) oraz malarstwa monumentalnego (ściennego) obiektów architektonicznych, mozaik i sgraffito. W końcu lat 60. zaczął pokazywać na wystawach swoje prace z zakresu malarstwa sztalugowego: sztukę Mariana Dąbrowskiego prezentowano łącznie na dziesięciu wystawach indywidualnych oraz w ramach kilkudziesięciu wystaw zbiorowych w Polsce, Niemczech, Danii i ZSRR. 
Brał udział w Plenerach w Osiekach, będących miejscem spotkań artystów i teoretyków sztuki reprezentujących Polską Awangardę drugiej połowy XX w. Był organizatorem, dziesięciokrotnym uczestnikiem i siedmiokrotnym Komisarzem Artystycznym Plenerów. 
Sprawował opiekę pedagogiczną i nauczał malarstwa w następujących placówkach: Państwowe Ognisko Kultury Plastycznej w Koszalinie (1957–1975) oraz Państwowe Liceum Sztuk Plastycznych w Koszalinie (1975–1977). Za działania dla edukacji plastycznej dzieci i młodzieży odznaczony Złotym Krzyżem Zasługi. Wielokrotnie nagradzany w konkursach za dzieła z zakresu malarstwa oraz za działania organizacyjne w pracach zarządu ZPAP: Złota Odznaka ZPAP, Zasłużony Działacz Kultury. Prace z zakresu malarstwa znajdują się w Muzeum Okręgowym w Toruniu, Muzeum Okręgowym w Koszalinie („Osieki 1963–1981 wystawa stała z kolekcji działu sztuki współczesnej Polska Awangarda II"), Kroppedal Museum (Gladsaxe, Dania), Regionalmuseum Neubranderburg (Niemcy) oraz w prywatnych kolekcjach dzieł sztuki.